# Aeschynanthus microcardia
Aeschynanthus microcardia är en tvåhjärtbladig växtart som beskrevs av Brian Laurence Burtt och Anstruther Davidson. Aeschynanthus microcardia ingår i släktet Aeschynanthus och familjen Gesneriaceae. Inga underarter finns listade i Catalogue of Life.